# باشگاه فوتبال اسکاتیش اف سی
باشگاه فوتبال اسکاتیش اف سی (انگلیسی: Jersey Scottish F.C.) یک باشگاه فوتبال بریتانیایی است که در ۱۹۶۰ شروع به کار کرد.